# Winnetka Challenger 1985
Il Winnetka Challenger 1985 è stato un torneo di tennis facente parte della categoria ATP Challenger Series nell'ambito dell'ATP Challenger Series 1985. Il torneo si è giocato a Winnetka negli Stati Uniti dal 5 all'11 agosto 1985 su campi in cemento.

## Vincitori

### Singolare
Barry Moir ha battuto in finale  Harold Solomon con il punteggio di 2–6, 7–5, 6–2

### Doppio
Ricky Brown /  Luke Jensen hanno battuto in finale  Kelly Evernden /  Brian Levine con il punteggio di 6–4, 6–7, 6–4